# Ураліт
Ураліт (рос. уралит; англ. uralite; нім. Uralit m) — псевдоморфоза амфіболу, волокнистої рогової обманки за піроксеном. Містить Al2O3. Колір світлий синьо-зелений. Близький до тремоліту, актиноліту, кумінгтоніту.
Знахідки: Урал (РФ), Франкенштейн, Гессен (ФРН). За назвою Уральських гір (G.Rose, 1831).

## Різновиди
Розрізняють:
- манґанураліт (амфібол рожевого кольору з пегматитів Індії, що містить Mn).